# Susanne Höggerl
Susanne Höggerl (Graz, 1972) es una presentadora de televisión austriaca.

## Carrera
Estudió periodismo, lingüística y ciencia política en la Universidad de Viena hasta que finalizó sus estudios en el año 1995. Trabajó como editora en Radio Viena, Antenne Steiermark, Radio Stephansdom y en medios escritos. Presentó el informativo de noticias breves de la cadena Österreichischer Rundfunk (ORF) Newsflash desde octubre de 2002 hasta su permiso por maternidad, que se prolongó desde el 12 de octubre de 2006 hasta el 19 de julio de 2007. Después presentó el informativo Zeit im Bild. En el año 2008 condujo el espectáculo benéfico Ice Gala. Desde el 5 de agosto de 2013 presenta alternándose con Martin Ferdiny los programas de la cadena ORF heute mittag y heute österreich.
En el año 2005 se casó con Felix Kossdorff, un compañero del colegio.